# Lasioglossum briseis
Lasioglossum briseis är en biart som beskrevs av Ebmer 2005. Lasioglossum briseis ingår i släktet smalbin, och familjen vägbin. Inga underarter finns listade i Catalogue of Life.